# Arturo Ruiz López
Arturo Ruiz López (* 10. Juli 1974) ist ein spanischer Badmintonspieler.

## Karriere
Arturo Ruiz nahm 1995, 1997, 2001 und 2003 an Badminton-Weltmeisterschaften teil. 1992 siegte er erstmals bei den nationalen Titelkämpfen in seiner Heimat Spanien. 13 weitere Titel folgten bis 2004. Im Jahr 2002 gewann er die Italian International.

## Sportliche Erfolge
| Saison | Veranstaltung                               | Disziplin    | Platz | Name                           |
| ------ | ------------------------------------------- | ------------ | ----- | ------------------------------ |
| 1991   | Spanien: Einzelmeisterschaften der Junioren | Herreneinzel | 1     | Arturo Ruiz                    |
| 1991   | Spanien: Einzelmeisterschaften der Junioren | Herrendoppel | 1     | Arturo Ruiz / Ernesto García   |
| 1992   | Spanien: Einzelmeisterschaften der Junioren | Herrendoppel | 1     | Arturo Ruiz / Ernesto Garcia   |
| 1992   | Spanien: Einzelmeisterschaften              | Herrendoppel | 1     | Arturo Ruiz / Ernesto Garcia   |
| 1993   | Spanien: Einzelmeisterschaften              | Herrendoppel | 1     | Arturo Ruiz / Ernesto Garcia   |
| 1994   | Spanien: Einzelmeisterschaften              | Herrendoppel | 1     | Arturo Ruiz / Ernesto Garcia   |
| 1995   | Spanien: Einzelmeisterschaften              | Herrendoppel | 1     | Arturo Ruiz / Ernesto Garcia   |
| 1995   | Spanien: Einzelmeisterschaften              | Mixed        | 1     | Arturo Ruiz / Loli Marco       |
| 1996   | Spanien: Einzelmeisterschaften              | Herrendoppel | 1     | Arturo Ruiz / Ernesto Garcia   |
| 1997   | Spanien: Einzelmeisterschaften              | Herreneinzel | 1     | Arturo Ruiz Lopez              |
| 1997   | Spanien: Einzelmeisterschaften              | Herrendoppel | 1     | Arturo Ruiz / Ernesto Garcia   |
| 1998   | Spanien: Einzelmeisterschaften              | Herrendoppel | 1     | Arturo Ruiz / Ernesto Garcia   |
| 1999   | Spanien: Einzelmeisterschaften              | Herreneinzel | 1     | Arturo Ruiz                    |
| 1999   | Spanien: Einzelmeisterschaften              | Herrendoppel | 1     | Arturo Ruiz / Ernesto Garcia   |
| 2000   | Spanien: Einzelmeisterschaften              | Herrendoppel | 1     | Arturo Ruiz / Ernesto Garcia   |
| 2000   | Spanien: Einzelmeisterschaften              | Herreneinzel | 1     | Arturo Ruiz                    |
| 2002   | Italian International                       | Herrendoppel | 1     | Arturo Ruiz / Nicolás Escartín |
| 2004   | Spanien: Einzelmeisterschaften              | Herreneinzel | 1     | Arturo Ruiz                    |